# Ademar da Silva Braga Júnior
Ademar da Silva Braga Júnior (nacido el 12 de agosto de 1976) es un exfutbolista brasileño que se desempeñaba como defensa.

## Trayectoria

### Clubes
| Club                | País    | Año         |
| ------------------- | ------- | ----------- |
| Cerezo Osaka        | Japón   | 1995        |
| Flamengo            | Brasil  | 1997 - 2001 |
| Americano           | Brasil  | 2001        |
| CFZ do Rio          | Brasil  | 2002        |
| Békéscsaba          | Hungría | 2002 - 2003 |
| Internacional       | Brasil  | 2005        |
| Petróleos de Luanda | Angola  | 2005 - 2006 |
| Imperial            | Brasil  | 2006        |
| Cachoeiras          | Brasil  | 2007        |
| Castelo Branco      | Brasil  | 2007 - 2008 |